# Bazylia (Zgierz)
Bazylia – dawniej samodzielna wieś, od 1954 część miasta Zgierza w województwie łódzkim, w powiecie zgierskim. Leży na północy Zgierza, w rejonie ulicy Witosa. 
Związana historycznie i przestrzennie z pobliskimi Proboszczewicami. Wchodzi w skład osiedla Proboszczewice-Lućmierz, stanowiącego jednostkę pomocniczą gminy Zgierz.

## Historia
Dawniej był to folwark Proboszczewic. Od 1867 w gminie Lućmierz. W okresie międzywojennym należała do powiatu łódzkiego w woj. łódzkim. 1 września 1933 Proboszczowice utworzyły gromadę w granicach gminy Lućmierz, w skład której weszła Bazylja. Podczas II wojny światowej włączona do III Rzeszy.
Po wojnie Proboszczewice powróciły do powiatu łódzkiego woj. łódzkim, gdzie stanowiły jedną z 19 gromad gminy Lućmierz. W związku z reorganizacją administracji wiejskiej jesienią 1954, Proboszczewice (z Bazylią) weszły w skład nowej gromady Proboszczewice, a po jej zniesieniu 1 stycznia 1970 – do gromady Słowik. W 1971 roku Proboszczewice z Bazylią liczyły 1048 mieszkańców.
Od 1 stycznia 1973 w gminie Zgierz. W latach 1975–1987 miejscowość należała administracyjnie do województwa łódzkiego.
1 stycznia 1988 Bazylię (60,19 ha) włączono do Zgierza.